# Farní sbor Českobratrské církve evangelické v Křinci – Bošíně
Farní sbor Českobratrské církve evangelické v Bošíně je sborem Českobratrské církve evangelické v Bošíně.
Sbor spadá pod Poděbradský seniorát.
Kazatelem sboru byl v letech 2018–2023 farář Petr Mazur. Kurátorem sboru je Vlastimil Plch ml.

## Faráři sboru
- Benjamin Kiss (1783–1786)
- Ondřej Szego (1786–1789)
- Jan Sallay (1789–1792)
- Ondřej Szego (1792–1799) z nedalekých Krakovan
- František Paal (1799–1805)
- Ondřej Forgáč (1805–1816)
- Ladislav Lenkey (1816–1819)
- Samuel z Tardy (1820–1868)
- Ludvik Nagy (1868–1884)
- Josef Choděra (1885–1900)
- Václav Miler (1900–1922)
- Jan Dobiáš (1922–1931)
- Jiří Pospíšil (1932–1945)
- administrován farářem Františkem Šturcem ze Chleb
- Vlastimil Plch (1946–1997, nejprve jako diakon)
- Tomáš Drobík (2008–2010)
- Petr Mazur (2018–2023, nejprve jako jáhen)